# Хаммад ибн Абу Сулейман
Абу Исм‘аил Хаммад ибн Абу Сулейман аль-Куфи (VII век, предп. Эль-Куфа — 737, предп. Эль-Куфа) — иракский богослов, правовед, хадисовед. Ученик Ибрахима ан-Нахаи и учитель Абу Ханифы.

## Биография
Был этническим персом, родом из Исфахана. Жил в Куфе. Его отец, по слухам, был сыном правителя Исфахана. Согласно информации источников, его отец был схвачен во время завоевания Исфахана Абу Мусой аль-Ашари (ок. 641) и в его присутствии принял ислам. Так отец Хаммада стал клиентом (мауля) Абу Мусы аль-Аш‘ари. Абу Муса послал Абу Сулеймана к Умару ибн аль-Хаттабу, в присутствии которого он вновь провозгласил свою приверженность исламу. Умар дал ему землю в Куфе. Согласно другим источникам, Абу Сулейман был взят в плен Муавией и подарен Абу Мусе. В других источниках утверждается, что Муавия послал его в качестве посла к Абу Мусе, который находился в Думат аль-Джандале (или Эзрухе) по делу об арбитраже.
Информации о жизни Хаммада, известного как мауля Абу Бурда, весьма ограничена. Его отец отдал сына Ибрахиму ан-Нахаи, который преподавал хадисы и фикх в Куфийской мечети, чтобы он мог получить хорошее образование. Абу Сулейман был богатым человеком и не хотел, чтобы его сын занимался чем-либо, кроме науки, и делал всё возможное для этого. Несомненно, наибольшая доля в воспитании Хаммада, обладавшего превосходным интеллектом, принадлежит Ибрахиму ан-Нахаи, который был пионером в развитии правовой мысли и вынесении решений по умозаключению ар-рай в Ираке в период Омейядов. В его воспитание также внёс важный вклад Амир ибн Шарахиль аш-Шаби.
Среди ограниченной информации, предоставленной источниками, есть рассказы о том, что Хаммад был богат и щедр, давал ифтар большим группам гостей во время Рамадана, постоянно присматривал за бедными и сиротами, живших вокруг него, заботился о своей одежде и чести. Хаммад, вероятно, провёл большую часть своей жизни в Куфе, за исключением его коротких путешествий в Хиджаз, Басру и Ракку. Большинство источников сходятся на том, что он умер в 738 году. Известно, что его сын Исмаиль был одним из известных ученых.

## Хадисоведение
Общее количество переданных Хаммадом хадисов невелико. Он передавал хадисы от сподвижника пророка Мухаммада Анаса ибн Малика, табиинов Саида ибн аль-Мусаййиба, Хасана аль-Басри, Саид ибн Джубейра, Абу Ваиля Шакика ибн Салямы, Абдуллаха ибн Бурейды, Абдуррахмана ибн Сада и Икримы аль-Барбари. Таким образом, Хаммад, который находится в последнем круге поколения табиинов, изучил науки в области Корана и хадисов, которые формировались в регионе со времён сподвижников и постепенно обогащались научными собраниями и кружками выдающихся богословов того времени. Знания по юриспруденции получил от Ибрахима ан-Нахаи. Был самым умным и знающим из его учеников. Разбирался в киясе и иджтихаде, умел вести диспуты. Преподавал фикх двадцать четыре года до конца своей жизни. Когда у ан-Нахаи спросили, у кого можно просить фетвы после его смерти, он упомянул Хаммада.
На протяжении около 18 лет до самой смерти учеником Хаммада был имам Абу Ханифа. Помимо Абу Ханифы среди его знаменитых учеников был его сын Исмаиль, Хаким ибн Утайба, аль-Амаш, Зайд ибн Абу Юнус, Мугира ибн Миксам, Хишам ад-Дастуваи, Мухаммад ибн Абан аль-Куфи, Хамза ибн Хабиб аз-Зайят, Мисар ибн Кидам, Суфьян ас-Саури, Шуба ибн Haccac, Хаммад ибн Саляма. Ибрахим ан-Нахаи и его ученик Хаммад упоминаются как две важные фигуры, которые проложили путь к рождению иракского фикха и школы ар-рай, которая позже будет называться ханафитским мазхабом. Его современник Ибн Шубрум утверждает, что не видел никого более надёжного, чем Хаммад, с точки зрения знаний. Ваки ибн Джаррах сказал: «Если бы не Хаммад, люди Куфы не имели бы фикха».
Хотя его понимание иджтихада находилось под сильным влиянием его учителя ан-Нахаи, можно утверждать, что он пошёл по своему пути. Мухаммед Реввас Калачи, который провёл специальное исследование по этому вопросу, утверждает, что взгляды и предпочтения Хаммада в отношении фикха во многих вопросах сходны с его учителем, за исключением 26 вопросов. Хотя Ибн ан-Надим утверждает, что Хаммад был судьёй, эта информация не подтверждается другими источниками. Ибн Абидин сказал: «Фикх, подобно хлебу нужен всем. Зёрна этого знания посеял ‘Абдуллах ибн Масуд. Его ученик Алькама взрастил это зерно. А Ибрахим ан-Нахаи собрал этот урожай, то есть собрал воедино все эти знания. Хаммад обмолотил эти зёрна, Абу Ханифа сделал из этих зёрен муку, то есть классифицировал эти знания. Абу Юсуф сделал тесто, а имам Мухаммад испёк. Таким образом, люди едят испечённый хлеб. То есть, приобретая эти знания, люди обретают счастье в обоих мирах».
После смерти одного из своих родственников Хаммад отправился в Басру, вероятно, в 730 году, чтобы забрать причитающееся ему наследство, оставив вместо себя Абу Ханифу. С ним встретился губернатор (или судья) Басры Биляль ибн Абу Бурда. Во время этого визита известные знатоки хадисов Басры, такие как Саляма и Хишам ад-Дастуваи, слушали от него хадисы. Хаммад ибн Абу Сулейман был первым, кто принёс в Басру метод повествования (иснад) хадисов без каких-либо перерывов в них.
Авторитет Хаммада в области передачи хадисов был предметом споров среди исследователей. Ученый из Басры Усман аль-Батти говорил, что когда Хаммад встретился рассказывал хадис от Ибрахима ан-Нахаи, то он делал ошибки. С другой стороны, критики хадисов, такие как Яхья ибн Маин, Абу-ль-Хасан аль-Икли, ан-Насаи и Ибн Хиббан, признают его достойным доверия рассказчиком. Те, кто считал его слабым передатчиком хадисов утверждали, что он путал хадисы, страдал эпилептическими припадками и был мурджиитом, особенно в конце жизни, из-за ослабления памяти. Тот факт, что он был из школы ар-рай, послужил важным основанием для критики исследователей хадисов в этом направлении. На самом деле, согласно слухам, имам Малик сказал: «Когда мы говорим иракцы, мы думаем о людях Басры. В Куфе были также такие учёные, как Алькаме, Асвад и Шурейх. Появился человек по имени Хаммад; Он возражал против религии и говорил о религии по своему умозаключению (ар-рай)».
В то время как Ибн Сад считает Хаммада одним из тех, кто передал множество хадисов, Абу-ль-Хасан аль-Икли говорит, что он передал меньше 200 хадисов. Аз-Захаби писал, что Хаммад мало рассказывал, потому что он умер до периода повествования. Однако, учитывая, что приблизительно 2000 хадисов, рассказанных Абу Ханифой, были переданы от Хаммада, понятно, что его рассказов не так уж и мало. Аль-Бухари в аль-Адаб аль-Муфрад, Муслим в аль-Джами ас-Сахих, а также четыре других авторов Сунанов передали хадисы от Хаммада.

## Богословие
Хаммад отстаивал точку зрения о несотворённости Корана, который был одной из самых важных тем для обсуждения его времени. По слухам, Хаммад вместе с Заром ибн Абдуллахом аль-Хамдани первыми принесли мурджиитские взгляды в Куфу. После принятия мурджиитских взглядов его учитель ан-Нахаи запретил Хаммаду приходить к нему. Суфьян ас-Саури говорил, что он тайно пробирался к Хаммаду, потому что боялись учеников ан-Нахаи (или его собственных друзей). Согласно некоторым утверждениям, Хаммад присоединился к мурджиитской секте чтобы получить 40 000 дирхамов, предложенных ему, чтобы возглавить мурджиитскую школу в Куфе. Однако информация в ранних источниках о том, что Хаммад был богат, заставляет усомниться в обоснованности этого утверждения.
Нет информации о том, что Хаммад принял крайнее понимание мурджитов: «Нет ничего плохого в том, чтобы отказаться от фардов после того, как поверили в таухид». Аз-Захаби характеризует мурджиизм Хаммада как «фукаха-мурджиизм», суть которого заключается в том, чтобы не считать поклонения верой и рассматривать веру как признание языком и одобрение сердцем. Известно, что Абу Ханифа также принял это понимание. Когда Ибн Абду-ль-Барр сказал, что Абу Ханифа получил свое понимание мурджиизма от Хаммада, он, должно быть, имел в виду это.